# Frente Nacional Europeo
Frente Nacional Europeo (FNE) fue una alianza de diversos partidos políticos de ultraderecha originarios de algunos Estados miembros de la Unión Europea.
La alianza promueve la colaboración mutua con la meta de sentar las bases para formar una coalición de cara a las Elecciones Europeas.
Su secretario general fue Roberto Fiore, político italiano.

## Historia
La primera conferencia del Frente Nacional Europeo se celebró el 23 y el 24 de octubre de 2004 en Polonia, en la que el Partido Nacionaldemocrático de Alemania decidió no participar.
Se celebraron diversas reuniones bilaterales entre partidos neofascistas, nacionalistas y organizaciones de parecida ideología para fundar el Frente Nacional Europeo. El presidente del NPD, el alemán Udo Voigt, firmó un acuerdo de cooperación con el presidente de La Falange (FE), José Fernando Cantalapiedra, el 20 de noviembre del 2004 en el marco de un viaje realizado a España con motivo del 29º aniversario de la muerte del dictador Francisco Franco.
Uno de los objetivos por los que fue creada esta plataforma fue la de aliarse con otros partidos políticos fascistas y nacionalistas de Europa. La primera vez que el FNE apareció en una manifestación fue el 18 de febrero del 2005, en la manifestación se pedía el no al actual proyecto de Constitución europea, en la marcha también acudieron representantes del alemán NPD, del rumano Nueva Derecha, del italiano Fuerza Nueva y del Movimiento del Alba

## Declaración de principios
En una Declaración de Principios el FNE se declara en contra de la "Europa de los fanáticos de la globalización, de los buscadores del beneficio y del separatismo de destrucción". "Para la protección de la soberanía, la dignidad y la independencia de Europa y cada una de sus naciones separadas". Expresamente se declaran contra una presunta "globalización cultural, la inmigración masiva ilegal y los socios de Israel y Turquía en la Unión Europea" para ser capaz de garantizar "la protección de nuestra cultura, nuestras tradiciones y nuestras raíces cristianas". "Para la protección de la vida y la familia tradicional" ellos se declaran en contra del aborto, el matrimonio igualitario y contra las adopciones de niños por parejas homosexuales. 
Ellos piden "la construcción de un sistema económico que está basado en la justicia social" y en "un socialismo nacional". El objetivo es "la construcción de un nuevo sistema del mundo contra el imperialismo americano". La declaración se termina con la llamada: ¡" Le une a las organizaciones nacionales de Europa y lucha por una Europa independiente, solemne, cristiana, nacional y revolucionaria! "

## Partidos miembros
| País     | Partido                               | Líder                  |
| -------- | ------------------------------------- | ---------------------- |
| Alemania | Partido Nacionaldemócrata de Alemania | Udo Voigt              |
| España   | FE-La Falange                         | Manuel Andrino Lobo    |
| Francia  | Renovación Francesa                   | Desconocido            |
| Grecia   | Amanecer Dorado                       | Nikolaos Michaloliakos |
| Italia   | Forza Nuova                           | Roberto Fiore          |
| Polonia  | Restauración Nacional Polaca          | Adam Gmurczyk          |
| Rumania  | Nueva Derecha                         | Tudor Ionescu          |

### Grupos afiliados
| País     | Partido                    | Líder             |
| -------- | -------------------------- | ----------------- |
| Bulgaria | Alianza Nacional Búlgara   | Desconocido       |
| Portugal | Partido Nacional Renovador | José Pinto Coelho |

### Antiguos miembros
| País         | Partido            | Motivo de salida                                                       |
| ------------ | ------------------ | ---------------------------------------------------------------------- |
| Grecia       | Alianza Patriótica | Disolución del partido                                                 |
| Países Bajos | Alianza Nacional   | Disolución del partido                                                 |
| Ucrania      | Svoboda            | Se pasa a la Alianza Europea de Movimientos Nacionales como observador |